# Florence (Illinois, Pike megye)
Florence falu, önkormányzat nélküli település az USA Illinois államában, Pike megyében. Lakosainak száma 17 fő (2020. április 1.).

## Népesség
A település népességének változása:

| 2010 | 38 |
| 2020 | 17 |